# Dewoitine D.520 n°408
 (août 2025).
Si vous disposez d'ouvrages ou d'articles de référence ou si vous connaissez des sites web de qualité traitant du thème abordé ici, merci de compléter l'article en donnant les références utiles à sa vérifiabilité et en les liant à la section « Notes et références ».
 (mai 2025).
La mise en forme du texte ne suit pas les recommandations de Wikipédia : il faut le « wikifier ».
Les points d'amélioration suivants sont les cas les plus fréquents. Le détail des points à revoir est peut-être précisé sur la page de discussion.
- Les titres sont pré-formatés par le logiciel. Ils ne sont ni en capitales, ni en gras.
- Le texte ne doit pas être écrit en capitales (les noms de famille non plus), ni en gras, ni en italique, ni en « petit »…
- Le gras n'est utilisé que pour surligner le titre de l'article dans l'introduction, une seule fois.
- L'italique est rarement utilisé : mots en langue étrangère, titres d'œuvres, noms de bateaux, etc.
- Les citations ne sont pas en italique mais en corps de texte normal. Elles sont entourées par des guillemets français : « et ».
- Les listes à puces sont à éviter, des paragraphes rédigés étant largement préférés. Les tableaux sont à réserver à la présentation de données structurées (résultats, etc.).
- Les appels de note de bas de page (petits chiffres en exposant, introduits par l'outil «  Source ») sont à placer entre la fin de phrase et le point final[comme ça].
- Les liens internes (vers d'autres articles de Wikipédia) sont à choisir avec parcimonie. Créez des liens vers des articles approfondissant le sujet. Les termes génériques sans rapport avec le sujet sont à éviter, ainsi que les répétitions de liens vers un même terme.
- Les liens externes sont à placer uniquement dans une section « Liens externes », à la fin de l'article. Ces liens sont à choisir avec parcimonie suivant les règles définies. Si un lien sert de source à l'article, son insertion dans le texte est à faire par les notes de bas de page.
- La présentation des références doit suivre les conventions bibliographiques. Il est recommandé d'utiliser les modèles {{Ouvrage}}, {{Chapitre}}, {{Article}}, {{Lien web}} et/ou {{Bibliographie}}. Le mode d'édition visuel peut mettre en forme automatiquement les références.
- Insérer une infobox (cadre d'informations à droite) n'est pas obligatoire pour parachever la mise en page.

Pour une aide détaillée, merci de consulter Aide:Wikification.
Si vous pensez que ces points ont été résolus, vous pouvez retirer ce bandeau et améliorer la mise en forme d'un autre article.
 (mai 2025).
Motif : à fusionner dans Dewoitine D.520 (et à sourcer)
- Archive Wikiwix
- Bing
- Cairn
- DuckDuckGo
- E. Universalis
- Gallica
- Google
- G. Books
- G. News
- G. Scholar
- Persée
- Qwant
- (zh) Baidu
- (ru) Yandex

| 1. | Préciser le motif de la pose du bandeau. | Précisez le motif de la pose du bandeau en utilisant la syntaxe suivante : {{admissibilité à vérifier\|date=août 2025\|motif=remplacez ce texte par le motif}}                             |
| 2. | Informer les utilisateurs concernés.     | Pensez à avertir le créateur de l'article, par exemple, en insérant le code ci-dessous sur sa page de discussion : {{subst:avertissement admissibilité à vérifier\|Dewoitine D.520 n°408}} |

Les ultimes vols d’un Dewoitine 520 ont eu lieu de 1980 à 1986. C'est l'aboutissement d'une restauration en vol de la cellule du D.520 n°408.

## Le projet
En 1976 le musée de l'Air et de l'Espace lance l’opération «D.520 en vol ». Ce projet fait suite à l’initiative de l’A/C MALHIAIRE, de la Base de Luxeuil, qui en 1975 entrepris de remettre le n° 862 en état de vol et  à pu faire tourner le moteur le 5 mai 1976,
Vers la mi-1976, par décision du Chef d'Etat-Major de l'Armée de l'Air les D 520 numéros 862 (Luxeuil) et 603 (Salon), étaient attribués  au Musée de l’Air.
Le Musée a, pendant six mois, étudié la faisabilité technique du projet et recensé d’éventuels coopérants industriels, étatiques et privés.Le bilan ayant été positif et l'accueil très favorable l’opération de restauration fut lancée !
Après expertise,  il été décidé de restaurer pour le vol celui du Musée; le n° 408. (Maintenu  à l'abri il était bien moins corrodé que les deux autres)
Après une restauration de huit mois au Musée, le 862 fut exposé au Bourget en statique à la place du 408.

## La résurrection
Après démontage au Musée, les sous-ensembles du 408 sont expédiés aux divers acteurs de la restauration.1
Des pièces et équipements des trois avions, donna naissance à un avion complet d’une qualité supérieure et plus  fiable que ceux construit pour la guerre (Dû aux progrès technologiques dans le domaine de la métallurgie, des fluides, des joints, etc…)
Du fait de la suppression de l'armement, du blindage et l'équipement d'oxygène, l’avion est plus léger de 200 kg le centrage en fut amélioré.
L’opération « D 520 en vol » n’étant pas prioritaire sur la charge de travail normal, l’avancement fut irrégulier. Le premier point fixe eu lieu le 18 février 1980 à l’AIA de Clermont-Fd.
Quarante ans après son introduction en service dans I ‘Armée de I 'Air, le 27 août 1980 à 16 heures, le 408 reprenait l'air pour un tour de piste, train sorti aux mains du Commandant BOVE2.
Suivirent des vols réglages et mise au point à Clermont-Ferrand permettant d’explorer le domaine de vol.
Peint aux couleurs de la 1ère escadrille du GC 1/3, le n° 90 du Sous Lieutenant Madon, il quittât Clermont-Fd pour sa base ; le C.E.V. de Brétigny.
Le 20 septembre 1980, eu lieu sa présentation officielle, au Bourget devant  les participants à l'opération ainsi qu'à quelques anciens pilotes ayant volé sur ces chasseurs.

## Fin tragique
Dimanche 13 juillet 1986, lors d’un meeting à Vannes Meucon pour une raison inexpliquée, le Dewoitine 520 n°408 s'est écrasé entraînant la mort de son pilote, Christian BOVE.